# Gouvernement Pikramménos
 (septembre 2023).
Si vous disposez d'ouvrages ou d'articles de référence ou si vous connaissez des sites web de qualité traitant du thème abordé ici, merci de compléter l'article en donnant les références utiles à sa vérifiabilité et en les liant à la section « Notes et références ».
IIIe République hellénique
Papadímos Samarás
Le gouvernement Pikramménos (en grec moderne : Υπηρεσιακή κυβέρνηση Παναγιώτη Πικραμμένου) est le gouvernement de la République hellénique entre le 17 mai et le 21 juin 2012, après la dissolution de la XVe législature du Parlement.
Il est dirigé par l'indépendant Panagiótis Pikramménos, président du Conseil d'État. Il succède au gouvernement d'union nationale de l'indépendant Loukás Papadímos et cède le pouvoir au gouvernement minoritaire du conservateur Antónis Samarás après que la ND a remporté la majorité relative aux élections anticipées de juin 2012.

## Historique
Dirigé par le nouveau Premier ministre transitoire Panagiótis Pikramménos, président du Conseil d'État, ce gouvernement ne dispose d'aucun soutien parlementaire puisque sa nomination fait suite à l'impossibilité de constituer une majorité au sein du Parlement.
Il est formé à la suite des élections législatives anticipées du 6 mai 2012.
Il succède donc au gouvernement d'union nationale de l'indépendant Loukás Papadímos, constitué et soutenu par une coalition entre le Mouvement socialiste panhellénique (PASOK) et la Nouvelle Démocratie (ND).

### Formation
Au cours du scrutin, la ND redevient le premier parti de Grèce mais subit un fort recul avec moins de 20 % des voix. L'effondrement du PASOK et la percée de la Coalition de la gauche radicale (SYRIZA), opposée aux plans d'austérité adoptés en l'échange de l'aide financière européenne, empêche l'émergence d'une majorité stable.
Après que les présidents de la ND Antónis Samarás, de SYRIZA Aléxis Tsípras et du PASOK Evángelos Venizélos ont échoué à constituer un exécutif, le président de la République Károlos Papoúlias appelle le président du Conseil d'État Panagiótis Pikramménos à mettre sur pied un cabinet de transition et convoque des élections législatives pour le 17 juin.
Pikramménos et son équipe de 16 ministres sont assermentés au palais présidentiel d'Athènes par Papoúlias le 17 mai, 11 jours après le scrutin.

### Succession
Lors des élections anticipées, la ND enregistre une forte progression. Si SYRIZA en fait de même, les partis qui soutenaient le gouvernement Papadímos remportent plus de la moitié des sièges. S'assurant également le soutien de la Gauche démocrate (DIMAR), Samarás peut former son gouvernement.

## Composition
| Portefeuille                                                              | Titulaire | Titulaire                | Parti |
| ------------------------------------------------------------------------- | --------- | ------------------------ | ----- |
| Premier ministre                                                          |           | Panagiótis Pikramménos   | Sans  |
| Ministre des Réformes administratives et de l'Administration électronique |           | Pávlos Apostolídis       | Sans  |
| Ministre de l'Intérieur                                                   |           | Antónis Manitákis        | Sans  |
| Ministre des Finances                                                     |           | Geórgios Zaniás          | Sans  |
| Ministre des Affaires étrangères                                          |           | Pétros Molyviátis        | ND    |
| Ministre de la Défense nationale                                          |           | Fragoúlis Frágos         | Sans  |
| Ministre du Développement, de la Compétitivité et de la Marine            |           | Ioánnis Stournáras       | Sans  |
| Ministre de l'Environnement, de l'Énergie et du Changement climatique     |           | Grigórios Tsáltas        | Sans  |
| Ministre de l'Éducation, de la Formation continue et des Religions        |           | Angelikí-Effrosýni Kiáou | Sans  |
| Ministre des Infrastructures, des Transports et des Réseaux               |           | Símos Simópoulos         | Sans  |
| Ministre du Travail et de la Sécurité sociale                             |           | Antónis Roupakiótis      | Sans  |
| Ministre de la Santé et de la Solidarité sociale                          |           | Krístos Kíttas           | Sans  |
| Ministre du Développement rural et de l'Alimentation                      |           | Napoléon Maravégias      | Sans  |
| Ministre de la Justice, de la Transparence et des Droits de l'homme       |           | Krístos Gerarís          | Sans  |
| Ministre de la Protection du citoyen                                      |           | Elefthérios Ikonómou     | Sans  |
| Ministre de la Culture et du Tourisme                                     |           | Tatiána Karapanagióti    | Sans  |
| Ministre d'État                                                           |           | Antónis Argurós          | Sans  |